# Vonšov
Vonšov (németül: Fonsau) Skalná településrésze Csehországban a Karlovy Vary-i kerület Chebi járásában. Központi községétől 2 km-re délkeletre fekszik. A 2001-es népszámlálási adatok szerint 12 lakóháza és 22 lakosa van.